# Martin Lidberg
Johan Martin Lidberg (ur. 1 lutego 1973) – szwedzki zapaśnik walczący w stylu klasycznym. Trzykrotny olimpijczyk. Szósty w Atlancie 1996, siódmy w Sydney 2000 i osiemnasty w Atenach 2004. Startował w kategorii 82 – 96 kg.
Mistrz świata w 2003 i trzeci w 1998. Zdobył cztery medale na mistrzostwach Europy, złoty w 2000 i 2004. Sześciokrotny medalista mistrzostw nordyckich w latach 1993 - 2003. Mistrz świata juniorów w 1991 roku.
Jego brat Jimmy, jest również zapaśnikiem, medalistą z Londynu 2012.